# Aayla Secura
Aayla Secura is een personage uit de Star Warsfilms dat werd bedacht door striptekenaar Jan Duursema. Secura is een jediridder uit de Jedi Orde en een generaal tijdens de Kloonoorlogen.
Secura werd opgenomen in de films nadat George Lucas' oog op een afbeelding van haar in een strip viel en besloot haar een filmrol te geven. Secura wordt vertolkt door Amy Allen.

## Strips (comics)
Aayla werd geboren in een van de hogere clans op Ryloth. Tijdens haar jeugd werd haar potentieel als jedi opgemerkt door de Jedi Orde. Aayla werd de padawan van de jedimeester Quinlan Vos.
Op Ryloth beroofde Pol Secura, de oom van Aayla, haar en haar meester van hun geheugen. Vlak daarna doodde ze haar oom. Daarna ontvluchtte ze Ryloth.
Ze kwam onder de invloed van Volfe Karkko, een dark jedi van het ras Azanti die gevangen zat op de planeet Kiffex. Onder invloed van Volfe liet ze hem vrij en viel ze Vos aan. Tijdens deze gebeurtenis realiseerde Aayla zich dat ze verkeerd bezig was en van het pad van de Jedi afdwaalde. Daarna werden Aayla en Quinlan uit elkaar gehaald door de Jediraad en werd haar training afgerond door Jedi-Meester Tholme.

## In de films
Aayla Secura komt voor in de delen II en III.
In Episode II is Aayla te zien wanneer een team van 200 Jedi, onder leiding van Mace Windu, naar de Petranaki Arena op Geonosis worden gestuurd om Padmé Amidala, Obi-Wan Kenobi en Anakin Skywalker van de dood te redden. Als de Kloonoorlogen uitbreken op deze planeet is ze even te zien als aanvoerder van haar troepen, die voor het eerst ingezet zijn: de Clone Troopers. Ook is Secura in het begin van de film te zien in de Jedi-Tempel, wanneer Obi-Wan Kenobi naar Yoda toegaat voor advies. Dit is wel een seconde shot: een keer omkijken en je hebt het gemist.
In Episode III is Jedi-Generaal Secura te zien wanneer ze vermoord wordt op de planeet Felucia door haar eigen clones die Bevel 66 van Kanselier Palpatine/Darth Sidious hadden gekregen. Deze order houdt in dat alle Jedi tot vijanden van de Republiek zijn uitgeroepen. Secura had het bevel over haar troepen, samen met Commandant Bly.

## Tussen Episodes II en III
Binnen deze tijd vinden de Kloonoorlogen plaats. Jedi-Generaal Aayla Secura speelt een belangrijke rol in de bijbehorende strips van Dark Horse Comics, getiteld: Clone Wars. Hiervan zijn 4 delen in het Nederlands uitgegeven. Verder komt ze geregeld voor in de animatieserie Star Wars: The Clone Wars.